# Juan Soler
Juan Soler Valls Quiroga, bardziej znany jako Juan Soler (ur. 19 stycznia 1966 roku w San Miguel de Tucumán w Argentynie) – argentyńsko-meksykański aktor, były zawodnik rugby i model.

## Życie prywatne
20 grudnia 2003 r. ożenił się z Magdaleną 'Maki' Moguilevsky. Ma trzy córki: Valentinę (ur. 1991) z nieformalnego związku, Mię (ur. 18 grudnia 2004) oraz Azùl (ur. 20 lutego 2007).

## Filmografia

### Telenowele
- 1994: Kolejka górska (Montaña rusa) jako Federico Grumbalth
- 1995: Oblicza prawdy (Bajo un mismo rostro) jako Marcelo
- 1995-96: Acapulco, ciało i dusza (Acapulco, cuerpo y alma) jako Humberto
- 1996: Pasja Cañaveral (Cañaveral de pasiones) jako Pablo Montero
- 1997: Diabelska miłość (Pueblo chico, infierno grande) jako Genaro Onchi
- 1998-99: Angela (Ángela) jako Mariano Bautista Solórzano
- 1999: Maria Emilia (María Emilia, querida) jako Alejandro Aguirre
- 2000: Szalona miłość (Locura de amor) jako dr Enrique Gallardo
- 2001: Bez grzechu poczęta (Sin pecado concebido) jako Octavio
- 2002: Inna (La Otra) jako Álvaro
- 2003: Pod tą samą skórą (Bajo la misma piel) jako Alejandro
- 2004-2005: Gra na miłość (Apuesta por un amor) jako Gabriel Duran
- 2006-2007: Najładniejsza brzydula (La fea más bella) jako Aldo Domensain
- 2007-2008: Słowo kobiety (Palabra de Mujer) jako Martín Castellanos
- 2010: Kiedy się zakocham... (Cuando Me Enamoro) jako Jeronimo Linares
- 2013-2014: Marido en alquiler jako Reinaldo Ibarra
- 2014: Królowa serc (Reina de Corazones) jako Víctor de Rosas „El Halcón Negro"

### Seriale
- 2006: Moja miłość (Amor mío) jako Pablo
- 2007: Godziny szczytu (La Hora pico)
- 2007: Co teraz mam zrobić? (¿Y ahora qué hago?) jako Juan